# Équipe de Suisse de football en 1928
Cet article présente les résultats de l'équipe de Suisse de football lors de l'année 1928.

## Bilan
|           | Nombre de matchs | Victoires | Défaites | Matchs nuls | Buts marqués | Buts encaissés |
| Domicile  | 4                | 2         | 2        | 0           | 10           | 10             |
| Extérieur | 3                | 0         | 3        | 0           | 3            | 8              |
| Neutre    | 1                | 0         | 1        | 0           | 0            | 4              |
| Total     | 8                | 2         | 6        | 0           | 13           | 22             |

## Matchs et résultats
| Coupe internationale européenne 1927-1930    | Italie                           | 3 - 2   | Suisse           | Stadio Marassi, Gênes                         |                                               |
| 1er janvier 1928 · Historique des rencontres | Libonatti 10e 58e · Magnozzi 68e | (1 - 1) | 38e 60e Abegglen | Spectateurs : 28 000 Arbitrage : Stanley Rous | Spectateurs : 28 000 Arbitrage : Stanley Rous |
| 1er janvier 1928 · Historique des rencontres | Rapport                          |         |                  | Spectateurs : 28 000 Arbitrage : Stanley Rous | Spectateurs : 28 000 Arbitrage : Stanley Rous |

| Match amical                             | Suisse                          | 4 - 3   | France                              | La Pontaise, Lausanne                             |                                                   |
| 11 mars 1928 · Historique des rencontres | Jäggi 18e 22e 49e · Romberg 40e | (3 - 0) | 61e Lieb · 80e Seyler · 89e Nicolas | Spectateurs : 18 000 Arbitrage : Johannes Mutters | Spectateurs : 18 000 Arbitrage : Johannes Mutters |
| 11 mars 1928 · Historique des rencontres | Rapport                         |         |                                     | Spectateurs : 18 000 Arbitrage : Johannes Mutters | Spectateurs : 18 000 Arbitrage : Johannes Mutters |

| Match amical                              | Suisse        | 2 - 3   | Allemagne                                  | Neufeld, Berne                                |                                               |
| 15 avril 1928 · Historique des rencontres | Jäggi 78e 83e | (0 - 2) | 18e Hofmann · 47e Pöttinger · 61e Albrecht | Spectateurs : 20 000 Arbitrage : Stanley Rous | Spectateurs : 20 000 Arbitrage : Stanley Rous |
| 15 avril 1928 · Historique des rencontres | Rapport       |         |                                            | Spectateurs : 20 000 Arbitrage : Stanley Rous | Spectateurs : 20 000 Arbitrage : Stanley Rous |

| Match amical                           | Suisse                       | 2 - 1   | Pays-Bas   | Rankhof, Bâle                                |                                              |
| 6 mai 1928 · Historique des rencontres | Tschirren 44e · Abegglen 46e | (1 - 1) | 41e Smeets | Spectateurs : 25 000 Arbitrage : Eugen Braun | Spectateurs : 25 000 Arbitrage : Eugen Braun |
| 6 mai 1928 · Historique des rencontres | Rapport                      |         |            | Spectateurs : 25 000 Arbitrage : Eugen Braun | Spectateurs : 25 000 Arbitrage : Eugen Braun |

| Jeux olympiques - 1er tour                      | Allemagne                          | 4 - 0   | Suisse | Stade olympique, Amsterdam                     |                                                |
| 28 mai 1928 · 12h00 · Historique des rencontres | Hofmann 17e 75e 85e · Hornauer 42e | (2 - 0) |        | Spectateurs : 35 000 Arbitrage : Willem Eymers | Spectateurs : 35 000 Arbitrage : Willem Eymers |
| 28 mai 1928 · 12h00 · Historique des rencontres | Rapport                            |         |        | Spectateurs : 35 000 Arbitrage : Willem Eymers | Spectateurs : 35 000 Arbitrage : Willem Eymers |

| Coupe internationale européenne 1927-1930           | Suisse                  | 2 - 3   | Italie                            | Förrlibuck, Zurich                           |                                              |
| 14 octobre 1928 · 15h00 · Historique des rencontres | Abegglen 2e · Grimm 85e | (1 - 2) | 17e 30e Rossetti · 80e Baloncieri | Spectateurs : 20 000 Arbitrage : Eugen Braun | Spectateurs : 20 000 Arbitrage : Eugen Braun |
| 14 octobre 1928 · 15h00 · Historique des rencontres | Rapport                 |         |                                   | Spectateurs : 20 000 Arbitrage : Eugen Braun | Spectateurs : 20 000 Arbitrage : Eugen Braun |

| Coupe internationale européenne 1927-1930   | Autriche               | 2 - 0   | Suisse | Hohe-Warte, Vienne                                    |                                                       |
| 28 octobre 1928 · Historique des rencontres | Tandler 25e 29e (pen.) | (2 - 0) |        | Spectateurs : 50 000 Arbitrage : Peter Joseph Bauwens | Spectateurs : 50 000 Arbitrage : Peter Joseph Bauwens |
| 28 octobre 1928 · Historique des rencontres | Rapport                |         |        | Spectateurs : 50 000 Arbitrage : Peter Joseph Bauwens | Spectateurs : 50 000 Arbitrage : Peter Joseph Bauwens |

| Coupe internationale européenne 1927-1930     | Hongrie                                    | 3 - 1   | Suisse     | Üllői úti, Budapest                             |                                                 |
| 1er novembre 1928 · Historique des rencontres | Turay 36e 40e · Ströck 53e 70e · Kohut 60e | (1 - 0) | 80e Weiler | Spectateurs : 20 000 Arbitrage : Albino Carraro | Spectateurs : 20 000 Arbitrage : Albino Carraro |
| 1er novembre 1928 · Historique des rencontres | Rapport                                    |         |            | Spectateurs : 20 000 Arbitrage : Albino Carraro | Spectateurs : 20 000 Arbitrage : Albino Carraro |